# Miro
Miro（原名為Democracy Player及DTV）是由網絡共享文化基金會開發的集媒体播放器、網絡電視於一身的開源軟件，自身可播放多種文件格式，也可通過下載功能下載互聯網上的影片並且加以管理，支持Microsoft Windows、Mac OS X及Linux作業系統。
Miro是遵循GNU通用公共许可证發佈的開源軟件。

## 功能

### 影片播放
Miro可播放如Quicktime、WMV、MPEG、AVI、XVID等在內的多種格式。

### 影片下載
Miro可從YouTube、Google影片、Blip以及其他網站下載影片，也可以使用搜索功能在互聯網上尋找自己需要的影片。
Miro能自動從使用RSS的「頻道」下載影片，並進行管理和播放。通過YouTube的高清影片功能，可以獲得高質量的影片。

## 外部連結
- Official Miro website （页面存档备份，存于）
- Democracy Player is dead, long live Miro - last100, July 17 2007 （页面存档备份，存于）
- CNET Video Review of Democracy Player - Dated[永久]
- CNET Blog article on how to use Miro to automatically download the latest TV shows of your choice （页面存档备份，存于）
- Groklaw interview with Nicholas Reville （页面存档备份，存于）, February 2008